# 洛佐韋 (扎波羅熱州)
47°25′34″N 36°31′55″E / 47.42611°N 36.53194°E

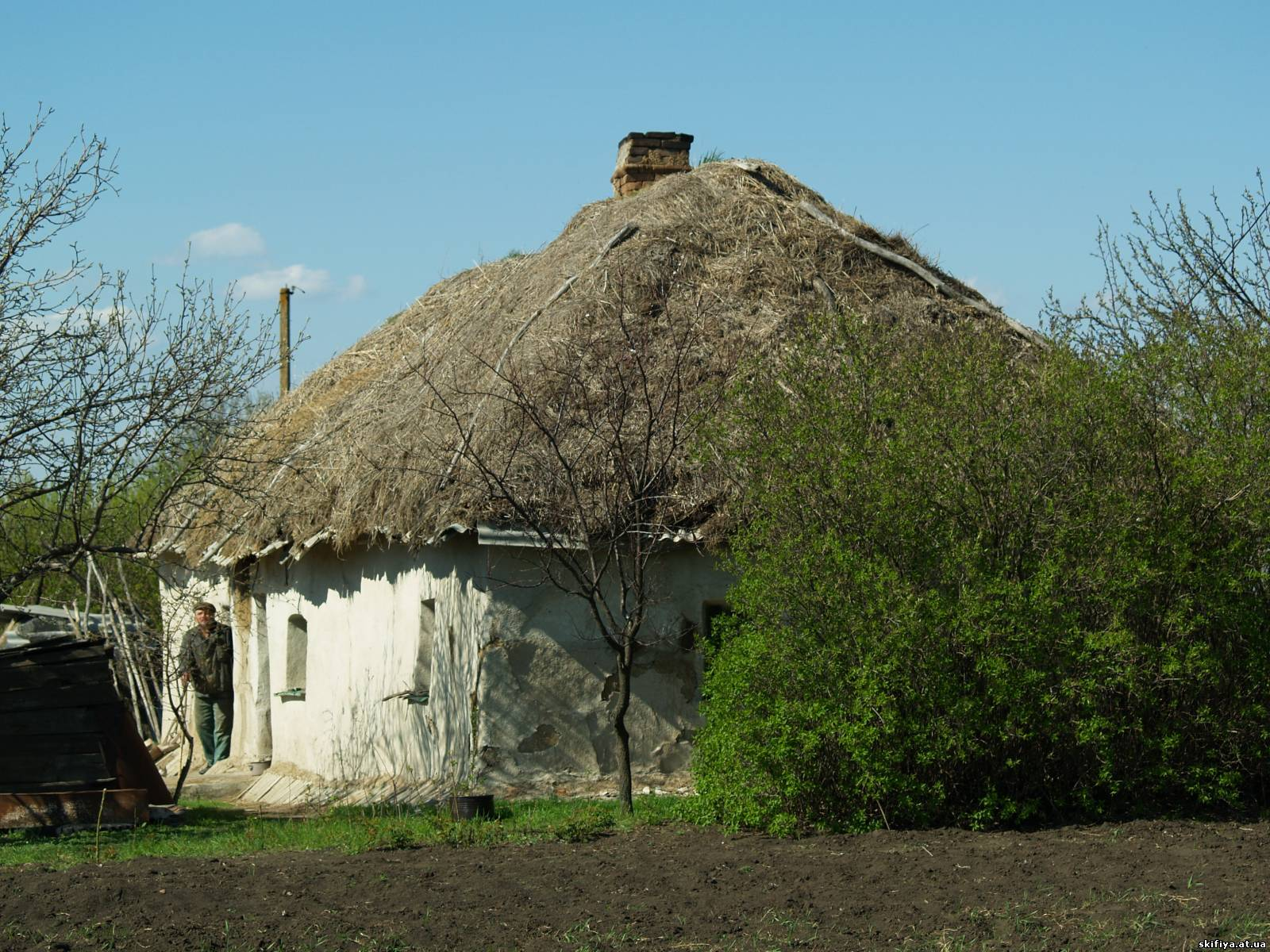
洛佐韋村

洛佐韋（烏克蘭語：Лозове）是位於烏克蘭東南部的村莊，由扎波羅熱州波洛希區的沃斯克雷森卡市镇負責管轄。該村始建於1771年，面積8.41平方公里，海拔高度184米，2001年人口70，人口密度每平方公里8.3人。